# Новий Браганський собор
Нови́й Брага́нський собо́р (порт. Sé Nova de Bragança), або Катедра́льний собо́р Короле́ви Марі́ї (порт. Catedral de Nossa Senhora Rainha) — катедральний собор в Португалії, окрузі Браганса, муніципалітеті Браганса. Один із центральних храмів Брагансько-Мірандської діоцезії. Резиденція браганських єпископів (з 2001). Патрон — Діва Марія, на честь якої названий собор. Збудований в 1981—2001 роках. Архітектор — Роза Вассал. Має статус собору від 7 жовтня 2001 року. Замінив собою Старий Браганський собор. Площа — 10 тисяч м².